# 大杉宜弘
大杉 宜弘（おおすぎ よしひろ、1974年1月17日 - ）は、日本の男性アニメーター、アニメ演出家。北海道旭川市出身。誤表記で「大杉宣弘」などの名前でクレジットされることがある。

## 経歴・人物
出生から7歳ごろまで旭川市で過ごしたのち、札幌市へ移り住んだ。
藤子不二雄、手塚治虫のファンであり、元は漫画家を目指していた。北海道札幌東陵高等学校在学中に小学館の編集部へギャグ漫画の原稿を持ち込んだ事があり、その際「2、3年ぐらいしたらモノになるかな」と言われ「ああ2、3年か」と思い、すごすご帰ったという。
高校卒業後は代々木アニメーション学院札幌校へ第1期生として入学。1993年に同校を中退後、亜細亜堂へアニメーターとして入社し動画・原画を担当した。最初の仕事は『忍たま乱太郎』の動画。同期には岸誠二、中原久文などがいる。1997年、亜細亜堂を退社しフリーランスとして活動を始めた。
自身の転機となった作品として、原画で参加した『のび太の結婚前夜』（1999年、監督 - 渡辺歩）を挙げている。知り合いだったアニメーターの加来哲郎に「渡辺監督の趣向は、絶対君に合う!」と誘われ参加を決めるが最初の打ち合わせに寝坊をしてしまい、当初は渡辺もカンカンだったという。加来が間に入ったおかげで仕事を始めることができ、大杉は「のび太が猫を空港まで送り届ける映画オリジナルのギャグシーン（具体的には「大人のび太が大人しずかを抱き抱えて車に乗せるところから空港で飛行機が飛び立つあたり」まで）」の原画を担当している。大杉は渡辺を自身の趣向である「まんが映画」やAプロ調のドタバタ系を意識した作風の共通認識を持ち、理解してくれるほぼはじめての人だったと語っている。『結婚前夜』以前にも『ドラえもん』には参加していたが、この作品以降はシリーズに作画面だけでなく演出家としても深く携わるようになっていった。『ドラえもん のび太の宇宙英雄記』（2015年）で初の監督を務める。
2017年7月28日放送分よりリニューアルとなった「ドラえもん」のチーフディレクターに就任。2019年9月6日の放送分をもって降板した。
古巣の亜細亜堂、またはシンエイ動画、スタジオジブリ作品などへ参加することが多い。

## 参加作品

### テレビアニメ
- ドラえもんシリーズ
  - ドラえもん (1979年のテレビアニメ)（1979年 - 2005年、原画）
  - ドラえもん (2005年のテレビアニメ)（2005年 - 、絵コンテ・演出・作画監督・原画 → チーフディレクター・キャラ設定・絵コンテ） / OPED絵コンテ・演出・作画[9]
- 忍たま乱太郎（1993年 - 、動画・原画[10]）
- とっても!ラッキーマン（1994年、#26動画）
- ちびまる子ちゃん（1996年、動画）
- YAT安心!宇宙旅行（1996年 - 1998年、仕上げ[11]）
- はれときどきぶた（1997年、原画）
- おじゃる丸（1998年 - 、#57、74作画監督・#57原画[12]）
- とっとこハム太郎（2000年 - 2004年、OPED1原画）
- ルパン三世 1$マネーウォーズ（2000年、作画監督[13]）
- 地球防衛家族（2001年、総作画監督補）
- 焼きたて!!ジャぱん（2004年、#43原画）
- 絶対少年（2005年、#12原画）
- 英國戀物語エマ 第二幕（2007年、#3第一原画・#4総作画監督補）
- デルトラクエスト（2007年 - 2008年、#54原画）
- うみものがたり 〜あなたがいてくれたコト〜（2011年、#13原画）
- 宇宙兄弟（2012年 - 2014年、#1原画）
- おじゃる丸スペシャル 銀河がマロを呼んでいる～ふたりのねがい星～（2012年、原画）
- ブレイブビーツ（2015年、ミンク・タンク変身アクション絵コンテ）

### 劇場アニメ
- 映画ドラえもんシリーズ
  - ドラえもん のび太と夢幻三剣士（1994年、動画）
  - ドラえもん のび太の創世日記（1995年、動画）
  - のび太の結婚前夜（1999年、原画）
  - がんばれ!ジャイアン!!（2001年、原画）
  - ぼくの生まれた日（2002年、原画）
  - ドラえもん のび太とふしぎ風使い（2003年、原画）
  - 映画ドラえもん のび太の恐竜2006（2006年、原画）
  - 映画ドラえもん のび太の新魔界大冒険 〜7人の魔法使い〜（2007年、作画監督補佐・原画[14]）
  - 映画ドラえもん のび太と緑の巨人伝（2008年、作画監督補佐[15]）
  - 映画ドラえもん 新・のび太の宇宙開拓史（2009年、作画監督[16]）
  - 映画ドラえもん 新・のび太と鉄人兵団 〜はばたけ 天使たち〜（2011年、原画）
  - 映画ドラえもん 新・のび太の大魔境 〜ペコと5人の探検隊〜（2014年、おまけ映像[17]）
  - 映画ドラえもん のび太の宇宙英雄記（2015年、監督・キャラクターデザイン原案・絵コンテ）
  - 映画ドラえもん 新・のび太の日本誕生（2016年、オープニング絵コンテ・演出・作画監督・原画）
  - 映画ドラえもん のび太の地球交響楽（2024年、ED原画）
  - 映画ドラえもん のび太の絵世界物語（2025年、第二原画）
- 映画 忍たま乱太郎（1996年、動画）
- 劇場版ポケットモンスター ミュウツーの逆襲（1998年、原画）
- クレヨンしんちゃん 爆発!温泉わくわく大決戦（1999年、原画）
- 千と千尋の神隠し（2001年、原画）
- 犬夜叉 時代を超える想い（2001年、原画）
- 劇場版とっとこハム太郎 ハムハムハムージャ!幻のプリンセス（2002年、原画）
- クレヨンしんちゃん 嵐を呼ぶ 栄光のヤキニクロード（2003年、原画）
- 犬夜叉 紅蓮の蓬莱島（2004年、原画）
- ハウルの動く城（2004年、原画）
- クレヨンしんちゃん 伝説を呼ぶ 踊れ!アミーゴ!（2006年、原画）
- ゲド戦記（2006年、原画）
- おまえうまそうだな（2010年、作画監督[18]）
- キズナ一撃（2010年、原画）
- 宇宙ショーへようこそ（2010年、原画）
- REDLINE（2010年、原画）
- クレヨンしんちゃん 嵐を呼ぶ黄金のスパイ大作戦（2011年、原画）
- 劇場版アニメ 忍たま乱太郎 忍術学園 全員出動!の段（2011年、原画）
- マジック・ツリーハウス（2012年、原画）
- おおかみこどもの雨と雪（2012年、原画）
- かぐや姫の物語（2013年、作画）
- 屍者の帝国（2015年、原画）
- クレヨンしんちゃん 爆睡!ユメミーワールド大突撃（2016年、原画）
- 窓ぎわのトットちゃん（2023年、イメージボード[19]・原画）

### OVA
- 秘境探検ファム&イーリー（1995年、動画）
- 苺ましまろ（2009年、OP原画）

### ゲーム
- イナズマイレブン2 脅威の侵略者（2009年、アニメーションパート絵コンテ[20]）

### その他
- F組 あいうえお（2011年、絵コンテ・演出・作画監督・原画）
- Fキャラオールスターズ大集合 ドラえもん&パーマン 危機一髪!?（2011年、演出・作画監督）
- すすめロボケット&ドラえもん「決戦!雲の上の竜巻城」（2013年、演出）
- ドラえもん&キテレツ大百科「コロ助のはじめてのおつかい」（2015年、演出・作画監督）
- 藤子不二雄FCネオ・ユートピア（2016年、第57号表紙イラスト）
- 藤子・F・不二雄ミュージアム Fシアターオープニングアニメーション（2016年、絵コンテ・演出・作画[21]）
- ポコニャン&ドラえもん「ポンポコニャンでここほれニャンニャン!?」（2016年、監督・絵コンテ・キービジュアル[22]）
- 藤子・F・不二雄大全集『ポコニャン』（2016年、ミュージアム限定カバーイラスト）
- 新千歳空港国際アニメーション映画祭2016トレーラー映像『くものこ ポポット・ポット』（2016年、監督[23]）